# Krzysztof Lewicki
Krzysztof Lewicki (ur. 1935, zm. 20 czerwca 2019) – polski działacz sportowy, wieloletni prezes Polskiego Związku Biathlonu.

## Życiorys
Przez trzy kolejne kadencje od 1988 piastował funkcję prezesa Polskiego Związku Biathlonu (zarejestrowany w 2002). Pracę w PZB zakończył w 2006. Był także jednym z 7 członków Komitetu Rozwoju w Międzynarodowej Federacji Biathlonowej. Piastował również funkcję przewodniczącego Rady Głównej Towarzystwa Kultury Fizycznej „Budowlani ” w Warszawie oraz członka zarządu Krajowej Federacji Sportu Dla Wszystkich. 